# Gipsy.cz
Gipsy.cz è un gruppo hip hop rom originario della Repubblica Ceca.
Il gruppo ha trovato una combinazione vincente tra la musica e le sonorità della cultura rom con i ritmi moderni del rap e dell'hip hop tanto da ottenere un alto livello di gradimento non solo in patria ma anche in Europa. Nel 2009 hanno rappresentato la Repubblica Ceca all'Eurovision con la canzone in inglese e lingua rom Aven Romale, finendo ultimi nella prima semifinale con zero punti.

## Componenti
- Radoslav Banga, detto Gipsy
- Vojta Lavička
- Petr Šurmaj
- Jan Šurmaj

## Discografia
- Romano Hip Hop (2006)
- Reprezent (2008)